# Xinzheng
Xinzheng (新郑 ; pinyin : Xīnzhèng) est une ville de la province du Henan en Chine. C'est une ville-district placée sous la juridiction administrative de la ville-préfecture de Zhengzhou.

## Démographie
La population du district était de 608 567 habitants en 1999.